# Sport Vereniging Boskamp
Sport Vereniging Boskamp é um clube de futebol surinamês sediado em Paramaribo no Suriname.
Disputa o Campeonato Surinamês de Futebol.